# NGC 4462
NGC 4462 је спирална галаксија у сазвежђу Гавран која се налази на NGC листи објеката дубоког неба.
Деклинација објекта је - 23° 9' 59" а ректасцензија 12h 29m 21,0s. Привидна величина (магнитуда) објекта NGC 4462 износи 12,0 а фотографска магнитуда 12,8. Налази се на удаљености од 27,7000 милиона парсека од Сунца. NGC 4462 је још познат и под ознакама ESO 506-13, MCG -4-30-2, AM 1226-225, IRAS 12266-2253, PGC 41150.